# Vestalia
I Vestalia erano le feste dedicate a Vesta, la dea del focolare dove ardeva senza interruzione il fuoco sacro di Roma.

## Storia
I Vestalia arcaici duravano probabilmente un solo giorno, il 9 del mese, visto che questo è l'unico giorno segnato con tale nome sui Calendari più antichi, ma in età repubblicana ed imperiale vennero portati a nove, dal 7 al 15 di giugno; secondo Sabbatucci  in origine i giorni erano tre, cioè i tre giorni dispari compresi al centro dei nove, il terzo, il giorno dei Vestalia propriamente detti, il quinto, la festa di Mater Matuta, ed il settimo, il giorno delle Eidus (ma, secondo il parere di alcuni, essendo le Eidus originariamente un giorno mobile e non fisso poiché doveva coincidere con l'effettiva fase lunare, è più probabile che il terzo giorno anticamente fosse il nono, ossia l'ultimo, conosciuto con la sigla Q St D F .
Mentre i rimanenti erano qualificati solo come dies religiosi, questi tre erano dies religiosi festi come lo erano anche i tre giorni di apertura del Mundus ad agosto, ottobre e novembre : in ambedue i casi l'“apertura” metteva in contatto con il mondo dell'aldilà, quello degli antenati identificati con i Penates o delle divinità del mondo infero, mondi pericolosi se non vi si accedeva nel modo dovuto.
Il periodo dei Vestalia inizia con l'apertura del penus Vestae (Vesta aperitur): il penus è letteralmente la dispensa della casa, ma anche il luogo ove la famiglia conservava le statue dei Penates, ed analogamente nel penus del tempio di Vesta erano conservati i Penates Populi Romani.
In questi giorni era consentito alle matrone, e solo a loro, entrare a piedi nudi nella parte esterna del penus Vestae, luogo proibito nel resto dell'anno a tutti ed in particolare agli uomini (con la sola eccezione del Pontifex Maximus).
L'ultimo giorno (Vesta cluditur) era definito con la sigla Q St D F (Quando Stercus Delatum Fas, cioè “quando l'immondizia del tempio è stata portata via, il giorno è fas”): in coincidenza con le Eidus, l'aedes Vestae veniva solennemente ripulita e le impurità  portate, a quanto riferisce Festo, in un vicolo che si trovava circa a metà del Clivus Capitolinus, chiuso dalla Porta Stercoraria, per poi essere forse gettate nel Tevere . Il termine stercus, osserva Dumézil , in realtà ad altro non può riferirsi che ad “escrementi di animale”, per cui questo uso non sarebbe che “un resto fossilizzato del tempo, anteriore all'esistenza della città, in cui una società pastorale doveva ripulire dallo stercus la sede del suo fuoco sacro”.